# سازمان بادبزن
سازمان بادبزن (لهستانی: Wachlarz) جزئی از جنبش مقاومت لهستان در جنگ جهانی دوم بود که توسط ارتش میهنی با هدف خرابکاری در پشت خطوط آلمانی‌ها در جبهه شرق و فراتر از مرزهای لهستان ایجاد شد. فرماندهان این سازمان سرهنگ دوم یان وودارکویچ (تا سال ۱۹۴۲) و سرهنگ دوم آدام رمیگیوچ گروخلسکی بودند.
این سازمان مدت کوتاهی پس از آغاز حمله آلمان به شوروی به عنوان بخشی از اتحادیه مبارزه مسلحانه آغاز به فعالیت نمود. اسم رمز سازمان در ابتدا ۱۸ و سپس ۲۷ بود که در نهایت به بادبزن تغییر کرد. علت انتخاب این نام آن بود که این سازمان به شاخه‌های مختلفی تقسیم می‌شد که هر یک تلاش داشت نفوذ خود را در امتداد مرزهای لهستان به درون شوروی گسترش بدهد.

## شاخه‌ها
سازمان بادبزن پنج شاخه اصلی داشت که به صورت مستقل از یکدیگر کار می‌کردند و هر یک در امتداد یکی از خطوط اصلی پشتیبانی ماشین جنگی آلمان قرار داشت.
1. لووف-ترنوپیل-ژمرینکا-دنیپرو
2. ریونه-ژیتومیر-کیف
3. برست-مینسک-پینسک-گومل
4. لیدا-مینسک-باریساو-اورشا
5. ویلنیوس-دوگوپیلس-پولوتسک

## اهداف
هدف اصلی این سازمان انجام عملیات‌های شناسایی، جمع‌آوری اطلاعات، خرابکاری و حملات انحرافی در پشت خطوط نیروهای آلمانی از دریای بالتیک تا اوکراین بود. سازمان بادبزن باید آماده می‌شد تا در هنگام خیزش لهستان با قطع خطوط پشتیبانی و اخلال در حرکت نیروهای آلمانی آن‌ها را از یکدیگر منزوی کند. با این کار نیروهای آلمانی که در خطوط نبرد با شوروی قرار داشتند از پشتیبانی محروم می‌شدند و با آزادی لهستان قوای آلمان که در خاک شوروی قرار داشتند از شرق و غرب مورد هجوم قرار می‌گرفتند.

## عملیات‌ها

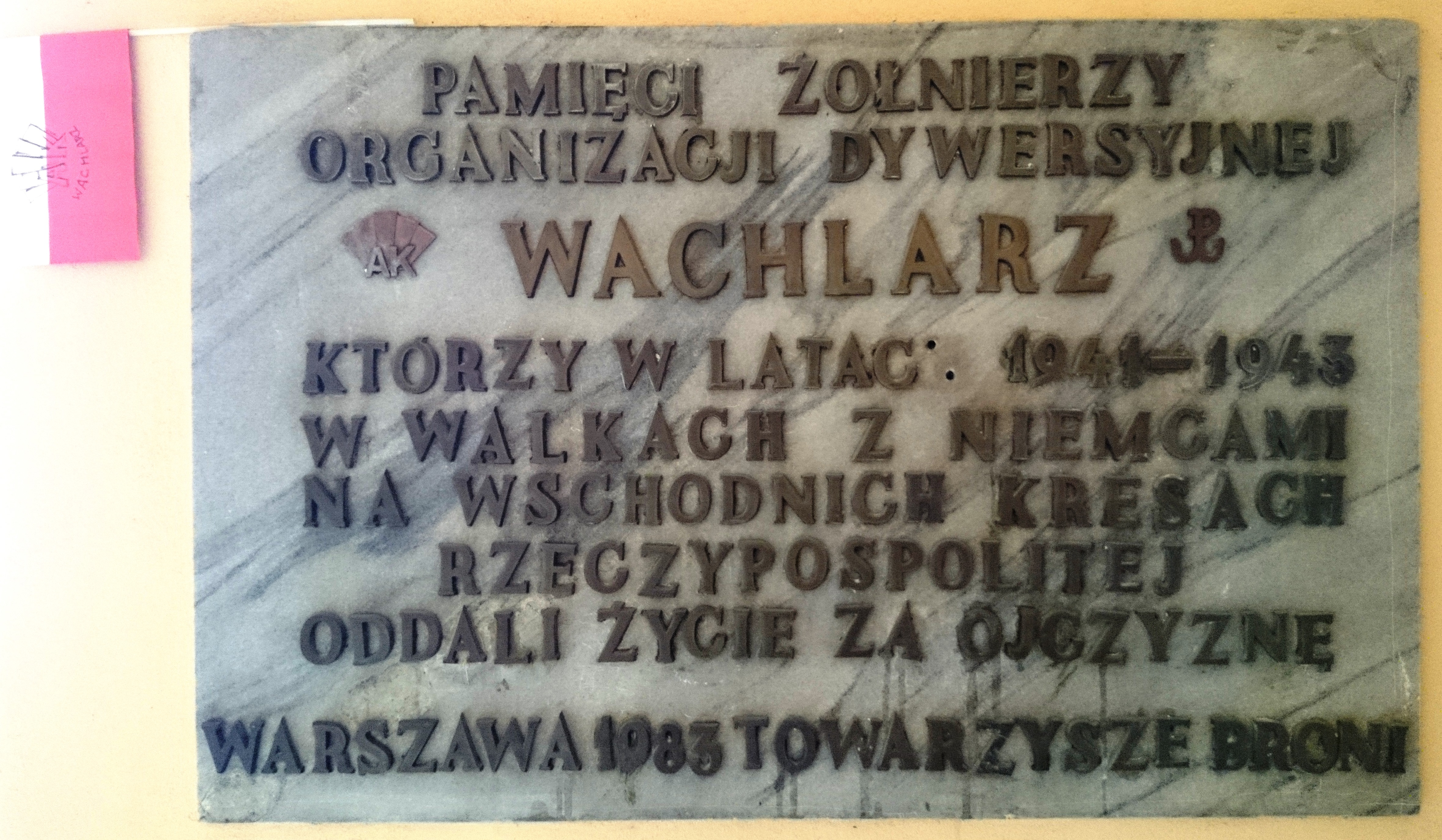
لوح یابودی برای سربازان سازمان بادبزن

ریشه‌های سازمان بادبزن را می‌توان در سازمان ارتش مخفی لهستان دید که در سال ۱۹۴۱ با اتحادیه مبارزه مسلحانه ادغام گشت. مدتی بعد ارتش میهنی کنترل سازمان بادبزن را در دست گرفت. این سازمان دارای ۱۰۰۰ مأمور آموزش‌دیده بود که بسیاری از آن‌ها به عنوان نیروهای خاموش مخفی در رزم تکاورانه آموزش دیده بودند. این نیروها پس از سال ۱۹۴۲ بیش از صد عملیات مهم خرابکاری که شامل تخریب ۳۰ انبار مهمات بود را انجام دادند اما گشتاپو و پارتیزان‌های شوروی به شدت بر روی عملکرد این واحد تأثیر داشتند. یکی از مهم‌ترین موفقیت‌های سازمان بادبزن قطع تمام خطوط راه‌آهن مینسک در مه ۱۹۴۲ و برست در اوت همان سال یود. از دسامبر ۱۹۴۲ تا فوریه سال بعدش قسمت عمده‌ای از بخش ۴ سازمان بادبزن توسط گشتاپو بازداشت شدند. تمامی این افراد توسط چتربازان خاموش مخفی به فرماندهی یان پیونیک آزاد شدند. به گفته سروان واتسواو کوپیتسو که خود در این عملیات شرکت داشت آن‌ها با پوشیدن یونیفرم‌های آلمانی نقشه را اجرایی کردند. (نگاه کنید به هجوم به زندان پینسک در سال ۱۹۴۳)
تا مارس ۱۹۴۳ تمام واحدهای سازمان بادبزن به اداره عملیات انحرافی انتقال یافتند.